# Cicisio
Cicisio (en griego, Κικύσιον) es el nombre de una antigua ciudad griega de Élide.
Estrabón ubica en sus inmediaciones una fuente llamada Bisa y menciona que era la mayor de las ocho ciudades del distrito de Pisátide, que estaba situada en su parte norte y que se encontraba cerca de Ferea, una ciudad situada ya en la región de Arcadia.
Su localización exacta es desconocida.